# Figure 8 (automobilismo)

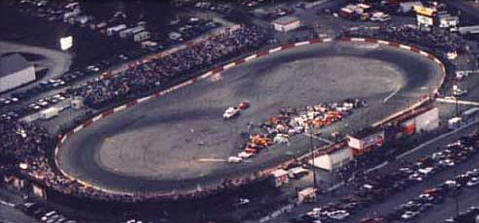
Indianapolis Speedrome, circuito do tipo figure 8.

Figure 8 é uma categoria de automobilismo de stock car em que os carros correm em um circuito com intersecção, semelhante ao número 8, aumentando o risco de colisões entre os carros.
Corridas figure 8 começaram após a Segunda Guerra Mundial, no final da década de 1940 nos Estados Unidos, nos carros utilizados, geralmente se retiram os vidros e outras partes para deixá-los mais leves.